# Fiji Meteorological Service
Der Fiji Meteorological Service (FMS) ist die für Meteorologie zuständige Abteilung der Regierung von Fidschi mit Sitz in Nadi. 
Seit 1995 ist dieser Wetterdienst auch für die Erstellung von Vorhersagen tropischer Wirbelstürme in einem Großteil des südlichen Pazifischen Ozean zuständig.

## Funktion und Organisation

### Forecast Services Division (FS)
Heute erstellt der FMS spezielle Wetterwarnungen für benachbarte Inselgruppen wie Samoa und Vanuatu. Tägliche Wettervorhersagen werden viermal täglich auch für die Cook-Inseln, Kiribati, Nauru, Niue, Tokelau, Tonga, Tuvalu, und Wallis und Futuna erstellt.

### Nadi-Tropical Cyclone Centre (RSMC Nadi)
Durch Beschluss der 47. Sitzung der World Meteorological Organization wurde die Zentrale des Wetterdienstes in Nadi eines von sechs Regional Specialized Meteorological Centres (RSMC) der weltweiten Überwachung tropischer Aktivität. Das Verantwortungsgebiet des RSMC Nadi ist der Pazifische Ozean südlich des Äquators bis zum 25. Breitengrad innerhalb des 160. Grades östlicher und des 120. Grades westlicher Länge. Das Büro gibt zwei Übersichten täglich zu tropischen Störungen in diesem Gebiet heraus, um 11:00 Uhr und um 23:00 Uhr UTC. Wetterwarnungen zum Hochseewetter werden, falls erforderlich, viermal täglich ausgegeben (01:15, 07:15, 13:15 und 19:15 Uhr UTC). Hinweise zu tropischen Stürmen werden ebenfalls im Sechsstundenintervall erstellt und beinhalten die aktuelle Position tropischer Wirbelstürme sowie Vorhersagen über die erwartete Zugbahn. Bei dieser Aufgabe wird das RSMC durch das Central Pacific Hurricane Center in Honolulu unterstützt.